# Українська культурна рада
Українська культурна рада, заснована у Відні 1915 для керівництва українським культурним життям на еміграції, зокрема українським шкільництвом.
Головою Української культурної ради був Ю. Романчук, фактичним керівником О. Колесса.